# Raphael Success
Raphael Success (* 10. März 1998 in Uyo), mit vollständigen Namen Akwa Raphael Success, ist ein nigerianischer Fußballspieler.

## Karriere
Raphael Success steht seit 2019 in Myanmar bei Ayeyawady United unter Vertrag. Wo er vorher gespielt hat, ist unbekannt. Der Verein aus Pathein spielte in der höchsten Liga des Landes, der Myanmar National League. In seiner ersten Saison absolvierte er 21 Erstligaspiele und schoss dabei zehn Tore. Mit Ayeyawady wurde er 2019 Vizemeister. 2021 wechselte er nach Taunggyi zum Ligakonkurrenten Shan United. Im Juni 2021 ging er nach Thailand. Hier unterschrieb er einen Vertrag beim Erstligisten Police Tero FC. Ende August 2021 wechselte er auf Leihbasis zum Zweitligisten Kasetsart FC. Mit dem Verein aus der Hauptstadt Bangkok spielte er 16-mal in der zweiten Liga. Ende Mai 2022 kehrte er nach der Ausleihe zu Police zurück. Nach der Rückkehr wurde sein Vertrag bei Police ausgelöst. Ende Juni 2023 ging er nach Vietnam, wo er einen Vertrag beim Erstligisten Công An Nhân Dân FC unterschrieb. Am Ende der Saison feierte er mit dem Verein die vietnamesische Meisterschaft. Anfang November 2023 wechselte er auf Leihbasis zum Ligakonkurrenten Sông Lam Nghệ An. Hier bestritt er elf Ligaspiele. Nach der Ausleihe kehrte er zum CAND zurück. Hier wurde sein Vertrag Ende August 2024 nicht verlängert.

## Erfolge
Công An Hà Nội FC
- Vietnamesischer Meister: 2023

## Auszeichnungen
Myanmar National League
- Torschützenkönig: 2020